# Petaaluse
Petaaluse is een plaats in de Estlandse gemeente Lääneranna, provincie Pärnumaa. De plaats heeft de status van dorp (Estisch: küla).
Tot in oktober 2017 viel Petaaluse onder de gemeente Lihula, provincie Läänemaa. In die maand werd Lihula bij de gemeente Lääneranna in de provincie Pärnumaa gevoegd.

## Bevolking
Het dorp had 38 inwoners op 31 december 2011 en 19 inwoners op 31 december 2021.
Het buurdorp Peanse hoorde tussen 1977 en 2014 bij Petaaluse. De bevolking van dat dorp is dus inbegrepen bij het inwonertal van 2011.